# Houreh
Houreh (en persan : هوره Hure) est une localité de la préfecture de Saman, dans la province de Tchaharmahal-et-Bakhtiari en Iran.